# Лав Оптински
Лав Оптински (рођ. Лав Данилович Наголкин; 1768, Карачев, Севска губернија, Белгородска област – 11. [24] октобар, 1841, Оптинска пустиња, Калушка област) био је јеросхимонах, светитељ, игуман манастира Оптинска пустиња. Оснивач старешинства у Оптинској испосници. Још за живота био је поштован због своје проницљивости и бројних чуда.

## Биографија
Рођен је око 1768. године  у граду Карачеву у породици трговца Данила Васиљевича Наголкина и његове жене Улите Јегоровне .
У младости је служио као чиновник код болховског трговца Соколникова, који је продавао конопљу и уље од конопље. Одликујући се брзином и оштроумношћу, често је, уз дозволу власника, самостално продавао робу по селима [5]. Током једног од ових путовања, вук му је ускочио у санке и одгризао комад меса од потколенице, али је, имајући велику физичку снагу, успео да задави звер. Иако је рана зарасла, остао је хром цео живот.
Године 1797, са 29 година, напустио је свет и постао искушеник у Оптинслој пустињи.
Године 1799, са здравственим проблемима, преселио се у Белобережску испосницу Орловске епархије. Узевши име Леонид, прошао је монашки пут под руководством стараца схимонаха Теодора и јеросхимонаха Клеопе, ученика светог Пајсија Величковског.
Године 1801. замонашен је са именом Леонид. 22. децембра 1801. године рукоположен је за јерођакона, а 24. децембра у јеромонаха. Године 1804. од братије је изабран за старешину Белоберешке испоснице.
Године 1808. јеромонах Леонид је пострижен у схиму са именом Лав, добровољно се повукао са места игумана.
Дана 10. марта 1811. године, заједно са двојицом сарадника Тедором и Клеопом, настанио се на Валааму, где је живео шест година.
Године 1817. преселио се у Александро-Свирски манастир.
Године 1829. поново је стигао у Оптинску испосницу, где је постао оснивач старешинства и дуго поучавао поукама и духовно хранио огроман број људи. Међу његовом духовном чедима били су будући оптински старци Макарије Оптински (који је постао најближи ученик и помоћник монаха Лава ), Амвросије Оптински и многи други[7]. Крајем 1820-их, међу искушеницима јеромонаха Лава био је Игњатије Брјанчанинов, епископ кавкаски. Године 1836. постављен је за исповедника манастира.
Септембра 1841. снага је почела да га напушта. Престао је да једе и само се причешћивао Светим Тајнама сваки дан до своје смрти.
Умро је 11/23. октобра 1841. године.

## Цитати
- „Ако будете чували савест чисту о празницима, средом и петком, и ако се будете уздржавали у посту, Господ Бог, великодушан и милостив, ће вас благословити таквом децом, која ће вас тешити својим врлинским животом и која ће вам бити руководитељи ка будућем животу, што и вама желим да задобијете”.
- „Обавезни сте да учите децу, и да се сами од деце учите, како је Сам Господ рекао: „Аконе будете као деца, нећете ући у Царство Небеско“”.
- „Богатство се не састоји у многом поседовању, већ у доброј савести. која и без пропадљивог богатства има своје награде.”
- „За тебе је богатство још увек штетно. Кад ти зашушти новац у џепу, онда ћеш и показати ко си.”
- „Ми морамо бити уверени да Промисао Божија увек о нама промишља и све чини на нашу корист, чак и у нама противним случајевима.”
- „Човечија душа у својој дубини скрива много добра. Потребно је само да се оно пронађе.”